# أوبن سولاريس
أوبن سولاريس (بالإنجليزية: OpenSolaris)‏ هو مشروع مفتوح المصدر تم إنشاءه من قبل صن ميكروسيستمز من أجل بناء مجتمع مطورين لتكنولوجيا نظام التشغيل سولاريس. المشروع موجه للمطورين ومديري الأنظمة والمستخدمين الذين يريدون تطوير وتحسين أنظمة التشغيل. اعتباراً من يونيو 2007، هناك ما يزيد عن 60 ألف عضو في المجتمع مسجلين على موقع OpenSolaris.org منهم حوالي 2000 عضو يعملون في صن ميكروسيستمز.
أوبن سولاريس مُشتق من شيفرة نظام يونكس V الإصدارة الرابعة، وتم عمل تعديلات مميزة من صن منذ أن اشترت صن حقوق شيفرة نظام يونكس V، ويعتبر أوبن سولاريس هو المصدر المفتوح الوحيد لمشتقات نظام V المتاحة حالياً.

## وصلات خارجية
- الموقع الرسمي